# Macrobiotus huziori
Macrobiotus huziori är en djurart som tillhör fylumet trögkrypare, och som beskrevs av Łukasz Michalczyk och Łukasz Kaczmarek 2006. Macrobiotus huziori ingår i släktet Macrobiotus och familjen Macrobiotidae. Inga underarter finns listade i Catalogue of Life.